# Münsterdorf
Münsterdorf är en kommun och ort i Kreis Steinburg i förbundslandet Schleswig-Holstein i Tyskland.
Kommunen ingår i kommunalförbundet Amt Breitenburg tillsammans med ytterligare tio kommuner.
Konstnären Ditlev Blunck är född i Münsterdorf.